# ماردو
ماردو (بالألمانية: Maart) هي مدينة وبلدية في مقاطعة هارجو، إستونيا. وهي جزء من منطقة تالين الحضرية، وتقع على بعد حوالي 15 كيلومترا (9.3 ميل) شرق العاصمة. تبلغ مساحة المدينة 22.76 كيلومتر مربع ويبلغ عدد سكانها 16170 نسمة (اعتبارًا من 1 يناير 2021).
يقع ميناء موغا، وهو أكبر ميناء للشحن في إستونيا، جزئيًا في ماردو.
وفقا لتعداد عام 2000، بلغ عدد السكان 16,738 نسمة. 61.7% روس، 19.9% إستونيون، 6.6% أوكرانيون، 5.7% بيلاروسيون، 1.5% تتار، 0.9% فنلنديون، 0.6% بولنديون، 0.5% ليتوانيون، 0.2% لاتفيون، 0.2% ألمان و0.1% يهود وكوبي واحد. وكانت نسبة الإستونيين من أدنى النسب (إن لم تكن الأدنى) في وسط وغرب إستونيا.
خارج المدينة (في قرية ماردو)، جنوب الطريق المؤدي إلى نارفا، يقع قصر ماردو، وهو أحد أقدم المنازل الباروكية المحفوظة في إستونيا. تعود أصوله إلى عام 1389، لكن المبنى الحالي يعود تاريخه إلى ستينيات القرن السابع عشر مع إضافات تمت في القرن التاسع عشر. قام مالك القصر هيرمان جنسن بون في عام 1739 بتمويل طباعة أول كتاب مقدس مطبوع باللغة الإستونية.

## وصلات خارجية
- الموقع الرسمي